# Faro Punta Tumbes
El faro Punta Tumbes es un faro que pertenece a la red de faros de Chile. Se encuentra en el sector Punta Tumbes en la Región del Biobío.